# Lista de pessoas envolvidas nas coroações do monarca britânico
Abaixo está uma lista de pessoas envolvidas nas coroações do monarca britânico:

## Clérigos

### Clérigos presidentes
- 1397: Thomas Arundel, Arcebispo da Cantuária
- 1399: Thomas Arundel, Arcebispo da Cantuária
- 1403: Thomas Arundel, Arcebispo da Cantuária
- 1413: Thomas Arundel, Arcebispo da Cantuária
- 1421: Henry Chichele, Arcebispo da Cantuária
- 1424: Henry Wardlaw, Bispo de St Andrews
- 1429: Henry Chichele, Arcebispo da Cantuária
- 1437: Michael Ochiltree, Bispo de Dunblane
- 1445: John Stafford, Arcebispo da Cantuária
- 1460: James Kennedy, Bispo de St Andrews
- 1461: Thomas Bourchier, Arcebispo da Cantuária
- 1465: Thomas Bourchier, Arcebispo da Cantuária
- 1483: Thomas Bourchier, Arcebispo da Cantuária
- 1485: Thomas Bourchier, Arcebispo da Cantuária
- 1487: John Morton, Arcebispo da Cantuária
- 1488: William Scheves, Arcebispo de St Andrews
- 1509: William Warham, Arcebispo da Cantuária
- 1513: James Beaton, Arcebispo de Glasgow
- 1533: Thomas Cranmer, Arcebispo da Cantuária
- 1540: David Beaton, Arcebispo de St Andrews
- 1543: John Hamilton, Arcebispo de St Andrews
- 1547: Thomas Cranmer, Arcebispo da Cantuária
- 1553: Stephen Gardiner, Bispo de Winchester
- 1559: Owen Oglethorpe, Bispo de Carlisle
- 1567: Adam Bothwell, Bispo de Orkney
- 1590: Adam Bothwell, Bispo de Orkney
- 1603: John Whitgift, Arcebispo da Cantuária
- 1626: George Abbot, Arcebispo da Cantuária
- 1633: John Spottiswoode, Arcebispo de St Andrews
- 1651: Archibald Campbell, 1.º Marquês de Argyll
- 1661: William Juxon, Arcebispo da Cantuária
- 1685: William Sancroft, Arcebispo da Cantuária
- 1689: Henry Compton, Bispo de Londres
- 1702: Thomas Tenison, Arcebispo da Cantuária
- 1714: Thomas Tenison, Arcebispo da Cantuária
- 1727: William Wake, Arcebispo da Cantuária
- 1761: Thomas Secker, Arcebispo da Cantuária
- 1821: Charles Manners-Sutton, Arcebispo da Cantuária
- 1831: William Howley, Arcebispo da Cantuária
- 1838: William Howley, Arcebispo da Cantuária
- 1902: Frederick Temple, Arcebispo da Cantuária
- 1911: Randall Davidson, Arcebispo da Cantuária
- 1937: Cosmo Gordon Lang, Arcebispo da Cantuária
- 1953: Geoffrey Fisher, Arcebispo da Cantuária
- 2023: Justin Welby, Arcebispo da Cantuária

### Deões de Westminster
- 1714: Francis Atterbury, Bispo de Rochester
- 1727: Samuel Bradford, Bispo de Rochester
- 1761: Zachary Pearce, Bispo de Rochester
- 1821: John Ireland
- 1831: John Ireland
- 1838: Ireland estava muito doente para participar, e seu lugar foi ocupado por seu sub-deão John Thynne
- 1902: Armitage Robinson
- 1911: Herbert Edward Ryle
- 1937: William Foxley Norris
- 1953: Alan Campbell Don
- 2023: David Hoyle

### Arcebispos de Iorque
- 1689: Thomas Lamplugh
- 1702: John Sharp
- 1714: Sir William Dawes, 3.º Baronete
- 1727: Lancelot Blackburne
- 1821: Edward Venables-Vernon-Harcourt
- 1831: Edward Venables-Vernon-Harcourt
- 1838: Edward Venables-Vernon-Harcourt
- 1902: William Maclagan
- 1911: Cosmo Lang
- 1937: William Temple
- 1953: Cyril Garbett
- 2023: Stephen Cottrell

### Bispos Assistentes do monarca
- 1685: Tomás Ken, Bispo de Bath and Wells, e Nathaniel Crew, 3.º Barão Crew, Bispo de Durham
- 1689: Peter Mews, Bispo de Winchester, e Sir Jonathan Trelawny, 3.º Baronete, Bispo de Bristol
- 1702: Nathaniel Crew, 3.º Barão Crew, Bispo de Durham, e Sir Jonathan Trelawny, 3.º Baronete, Bispo de Exeter
- 1714: George Hooper, Bispo de Bath and Wells, e Nathaniel Crew, 3.º Barão Crew, Bispo de Durham
- 1727: John Wynne, Bispo de St Asaph, e William Talbot, Bispo de Durham
- 1761: James Beauclerk, Bispo de Hereford, e Richard Trevor, Bispo de Durham
- 1821: George Pelham, Bispo de Lincoln (na ausência de Richard Beadon, Bispo de Bath and Wells), e Edward Legge, Bispo de Oxford (na ausência de Shute Barrington, Bispo de Durham)
- 1831: George Henry Law, Bispo de Bath and Wells, e Edward Venables-Vernon-Harcourt, Arcebispo de Iorque (in the absence of William Van Mildert, Bispo de Durham)
- 1838: George Henry Law, Bispo de Bath and Wells, e Edward Maltby, Bispo de Durham
- 1902: George Kennion, Bispo de Bath and Wells, e Handley Moule, Bispo de Durham
- 1911: George Kennion, Bispo de Bath and Wells, e Handley Moule, Bispo de Durham
- 1937: Basil Wynne Willson, Bispo de Bath and Wells, e Hensley Henson, Bispo de Durham
- 1953: Harold Bradfield, Bispo de Bath and Wells, e Michael Ramsey, Bispo de Durham
- 2023: Michael Beasley, Bispo de Bath and Wells, e Paul Butler, Bispo de Durham

### Bispos Assistentes da consorte
- 1685: Henry Compton, Bispo de Londres, e Peter Mews, Bispo de Winchester
- 1689: Nenhum (Guilherme III e Maria II foram co-monarcas)
- 1702: Nenhum
- 1714: Nenhum (Sofia de Celle estava na prisão)
- 1727: Richard Willis, Bispo de Winchester, e Edmund Gibson, Bispo de Londres
- 1761: Thomas Hayter, Bispo de Norwich, e John Thomas, Bispo de Lincoln
- 1821: Nenhum (a rainha Caroline foi proibida de comparecer à coroação)
- 1831: Charles Sumner, Bispo de Winchester, e Robert Carr, Bispo de Chichester
- 1838: Nenhum
- 1902: Francis Paget, Bispo de Oxford, e John Sheepshanks, Bispo de Norwich
- 1911: Edward Carr Glyn, Bispo de Peterborough, e Francis Paget, Bispo de Oxford
- 1937: Percy Herbert, Bispo de Blackburn, e Michael Furse, Bispo de St Albans
- 1953: Nenhum
- 2023: Richard Jackson, Bispo de Hereford, e Graham Usher, Bispo de Norwich

## Porta-estandartes

### África do Sul
- 1911: William Palmer, 2.º Conde de Selborne
- 1937: Charles Theodore Te Water
- 1953: Albertus Geyer

### Austrália
- 1911: Henry Northcote, 1.º Barão Northcote
- 1937: Stanley Bruce
- 1953: Sir Thomas White
- 2023: Sam Kerr

### Canadá
- 1911: John Hamilton-Gordon, 7.º Conde de Aberdeen
- 1937: Vincent Massey
- 1953: Norman Robertson
- 2023: Coronel Jeremy Hansen

### Ceilão
- 1953: Sir Edwin Wijeyeratne

### Escócia
- 1821: James Maitland, 8.º Conde de Lauderdale
- 1902: Henry Scrymgeour-Wedderburn, de jure 10.º Conde de Dundee
- 1937: Henry Scrymgeour-Wedderburn, de jure 11.º Conde de Dundee
- 1953: Henry Scrymgeour-Wedderburn, de facto 11.º Conde de Dundee
- 2023: Alexander Henry Scrymgeour, de jure 12.º Conde de Dundee

### Inglaterra
- 1821: Rowland Hill, 1.º Barão Hill
- 1902: Frank Dymoke
- 1911: Frank Dymoke
- 1937: Edward Stanley, 17.º Conde de Derby
- 1953: Edward Stanley, 18.º Conde de Derby
- 2023: Hugh Grosvenor, 7.º Duque de Westminster

### Hanôver
- 1821: John Bourke, 4.º Conde de Mayo

### Índia
- 1911: George Curzon, 1.º Barão Curzon de Kedleston
- 1937: Sir Firozkhan Noon

### Irlanda
- 1821: William Beresford, 1.º Barão Beresford
- 1902: Charles O'Conor Don
- 1937: Bernard Forbes, 8.º Conde de Granard
- 1953: William Sidney, 6.º Barão De L'Isle e Dudley
- 2023: Nicholas Alexander, 7.º Conde de Caledon

### Nova Zelândia
- 1911: William Plunket, 5.º Barão Plunket
- 1937: W. J. Jordan
- 1953: Frederick Doidge
- 2023: Hayden Smith

### País de Gales
- 1911: Llewelyn Lloyd-Mostyn, 3.º Barão Mostyn
- 1937: Ivor Windsor-Clive, 2.º Conde de Plymouth
- 1953: William Ormsby-Gore, 4.º Barão Harlech
- 2023: Charles Paget, 8.º Marquês de Anglesey

### Paquistão
- 1953: Abul Hassan Isphani

### Real
- 1821: Charles Stanhope, 3.º Conde de Harrington
- 1911: Henry Petty-Fitzmaurice, 5.º Marquês de Lansdowne
- 1937: George Cholmondeley, 5.º Marquês de Cholmondeley
- 1953: Bernard Montgomery, 1.º Visconde Montgomery de Alamein
- 2023: Francis John Fane Marmion Dymoke

### União
- 1821: George Cholmondeley, 1.º Marquês de Cholmondeley
- 1902: Arthur Wellesley, 4.º Duque de Wellington
- 1911: Arthur Wellesley, 4.º Duque de Wellington
- 1937: Frank Dymoke
- 1953: Capitão John Dymoke
- 2023: Suboficial Cadete Elliott Tyson-Lee

## Regalia

### Regalia do soberano

#### Portadores da Coroa de São Eduardo (e Lordes Altos Comissários da Inglaterra)
- 1685: James Butler, 1.º Duque de Ormonde[1]
- 1689: William Cavendish, 4.º Conde de Devonshire (Guilherme III), Charles Seymour, 6.º Duque de Somerset (Maria II)[2]
- 1702: William Cavendish, 1.º Duque de Devonshire
- 1714: Charles FitzRoy, 2.º Duque de Grafton
- 1727: Lionel Sackville, 1.º Duque de Dorset
- 1761: William Talbot, 1.º Conde Talbot
- 1821: Henry Paget, 1.º Marquês de Anglesey
- 1831: Alexander Hamilton, 10.º Duque de Hamilton
- 1838: Alexander Hamilton, 10.º Duque de Hamilton
- 1902: Charles Spencer-Churchill, 9.º Duque de Marlborough
- 1911: Henry Percy, 7.º Duque de Northumberland
- 1937: James Gascoyne-Cecil, 4.º Marquês de Salisbury
- 1953: Andrew Cunningham, 1.º Visconde Cunningham de Hyndhope
- 2023: Sir Gordon Messenger

#### Portadores do Cajado de Santo Eduardo
- 1685: Robert Bruce, 1.º Conde de Ailesbury[1]
- 1689: Charles Montagu, 4.º Conde de Manchester[2]
- 1702: Charles Sackville, 6.º Conde de Dorset
- 1714: James Cecil, 5.º Conde de Salisbury
- 1727: Henry Grey, 1.º Duque de Kent
- 1761: Evelyn Pierrepont, 2.º Duque de Kingston-upon-Hull
- 1821: James Cecil, 1.º Marquês de Salisbury
- 1831: George FitzRoy, 4.º Duque de Grafton
- 1838: James Innes-Ker, 6.º Duque de Roxburghe
- 1902: Charles Wynn-Carington, 1.º Conde Carrington
- 1911: Henry Innes-Ker, 8.º Duque de Roxburghe
- 1937: Edward Wood, 3.º Visconde Halifax
- 1953: James Heathcote-Drummond-Willoughby, 3.º Conde de Ancaster
- 2023: Elizabeth Manningham-Buller, Baronesa Manningham-Buller

#### Portadores das Esporas Douradas
- 1189: John Marshal, o Marechal dos Cavalos da Inglaterra
- 1685: Henry Yelverton, 15.º Barão Grey de Ruthyn[1]
- 1689: Henry Yelverton, 15.º Barão Grey de Ruthyn[2]
- 1702: Henry Yelverton, 1.º Visconde Longueville
- 1714: Talbot Yelverton, 2.º Visconde Longueville
- 1727: William Montagu, 2.º Duque de Manchester (por Talbot Yelverton, 1.º Conde de Sussex, que atuou como Conde Marechal)[3]
- 1761: Henry Yelverton, 3.º Conde de Sussex
- 1821: George Gough-Calthorpe, 3.º Barão Calthorpe
- 1831: George Rawdon-Hastings, 2.º Marquês de Hastings
- 1838: George Byron, 7.º Barão Byron (representando Barbara Rawdon-Hastings, 20.º Baronesa Grey de Ruthin)
- 1902: Rawdon Clifton, 23.º Barão Grey de Ruthyn e Charles Rawdon-Hastings, 11.º Conde de Loudoun (uma cada)
- 1911: Rawdon Clifton, 23.º Barão Grey de Ruthyn e Charles Rawdon-Hastings, 11.º Conde de Loudoun (uma cada)
- 1937: Richard Yarde-Buller, 4.º Barão Churston e Albert Astley, 21.º Barão Hastings (uma cada)
- 1953: Richard Yarde-Buller, 4.º Barão Churston e Albert Astley, 21.º Barão Hastings (uma cada)
- 2023: Simon Abney-Hastings, 15.º Conde de Loudoun e Delaval Astley, 23.º Barão Hastings (uma cada)

#### Portadores do Cetro com a Cruz
- 1189: Guilherme Marshal, 1.º Conde de Pembroke
- 1661: Edward Montagu, 1.º Conde de Sandwich
- 1685: Henry Mordaunt, 2.º Conde de Peterborough[1]
- 1689: George Compton, 4.º Conde de Northampton (Guilherme III), John Holles, 4.º Conde de Clare (Maria II)[2]
- 1702: George Hastings, 8.º Conde de Huntingdon
- 1714: Lionel Sackville, 7.º Conde de Dorset
- 1727: John Montagu, 2.º Duque de Montagu
- 1761: George Spencer, 4.º Duque de Marlborough
- 1821: Richard Wellesley, 1.º Marquês Wellesley
- 1831: William Beauclerk, 9.º Duque de St Albans
- 1838: William Vane, 1.º Duque de Cleveland
- 1902: John Campbell, 9.º Duque de Argyll
- 1911: John Campbell, 9.º Duque de Argyll
- 1937: Evelyn Seymour, 17.º Duque de Somerset
- 1953: Charles Portal, 1.º Visconde Portal of Hungerford
- 2023: Richard Scott, 10.º Duque de Buccleuch e 12.º Duque de Queensberry

#### Portadores da Espada do Estado
- 1685: Aubrey de Vere, 20.º Conde de Oxford[1]
- 1689: Aubrey de Vere, 20.º Conde de Oxford[2]
- 1702: Aubrey de Vere, 20.º Conde de Oxford
- 1714: James Stanley, 10.º Conde de Derby
- 1727: Theophilus Hastings, 9.º Conde de Huntingdon
- 1761: Francis Hastings, 10.º Conde de Huntingdon
- 1821: Charles Sackville-Germain, 5.º Duque de Dorset
- 1831: Charles Grey, 2.º Conde Grey
- 1838: William Lamb, 2.º Visconde Melbourne
- 1902: Charles Vane-Tempest-Stewart, 6.º Marquês de Londonderry
- 1911: William Lygon, 7.º Conde Beauchamp
- 1937: Lawrence Dundas, 2.º Marquês de Zetland
- 1953: Robert Gascoyne-Cecil, 5.º Marquês de Salisbury
- 2023: Penny Mordaunt

#### Portadores da Espada Pontiaguda da Justiça para a Espiritualidade (Segunda Espada)
- 1685: William Stanley, 9.º Conde de Derby[1]
- 1689: William Stanley, 9.º Conde de Derby[2]
- 1702: William Stanley, 9.º Conde de Derby
- 1714: John Gordon, 16.º Conde de Sutherland
- 1727: Henry Clinton, 7.º Conde de Lincoln
- 1761: Henry Howard, 12.º Conde de Suffolk
- 1821: Hugh Percy, 3.º Duque de Northumberland
- 1831: Arthur Hill, 3.º Marquês de Downshire
- 1838: George Sutherland-Leveson-Gower, 2.º Duque de Sutherland
- 1902: Frederick Roberts, 1.º Conde Roberts
- 1911: Frederick Roberts, 1.º Conde Roberts
- 1937: George Milne, 1.º Barão Milne
- 1953: Alexander Douglas-Home, 14.º Conde de Home
- 2023: David Richards, Barão Richards de Herstmonceux

#### Portadores da Espada Pontiaguda da Justiça para a Temporalidade (Terceira Espada)
- 1685: Thomas Herbert, 8.º Conde de Pembroke[1]
- 1689: Thomas Herbert, 8.º Conde de Pembroke[2]
- 1702: Thomas Herbert, 8.º Conde de Pembroke
- 1714: Thomas Herbert, 8.º Conde de Pembroke
- 1727: John Lindsay, 20.º Conde de Crawford
- 1761: William Sutherland, 18.º Conde de Sutherland
- 1821: George Stewart, 8.º Conde de Galloway
- 1831: William Vane, 1.º Marquês de Cleveland
- 1838: Robert Grosvenor, 1.º Marquês de Westminster
- 1902: Garnet Wolseley, 1.º Visconde Wolseley
- 1911: Herbert Kitchener, 1.º Visconde Kitchener
- 1937: Hugh Trenchard, 1.º Visconde Trenchard[4]
- 1953: Walter Montagu-Douglas-Scott, 8.º Duque de Buccleuch
- 2023: Nick Houghton, Barão Houghton de Richmond

#### Portadores da Espada da Misericórdia (Cortana)
- 1685: Charles Talbot, 12.º Conde de Shrewsbury[1]
- 1689: Charles Talbot, 12.º Conde de Shrewsbury[2]
- 1702: Anthony Grey, 11.º Conde de Kent
- 1714: Henry Clinton, 7.º Conde de Lincoln
- 1727: Thomas Herbert, 8.º Conde de Pembroke
- 1761: Henry Pelham-Clinton, 9.º Conde de Lincoln
- 1821: Henry Pelham-Clinton, 4.º Duque de Newcastle
- 1831: James Gascoyne-Cecil, 2.º Marquês de Salisbury
- 1838: William Cavendish, 6.º Duque de Devonshire
- 1902: Augustus FitzRoy, 7.º Duque de Grafton
- 1911: Henry Somerset, 9.º Duque de Beaufort
- 1937: William Boyle, 12.º Conde de Cork
- 1953: Hugh Percy, 10.º Duque de Northumberland
- 2023: Stuart Peach, Barão Peach

#### Portadores da Espada de Oferenda de Joias e dos Anéis de Rubi
- 1831: Thomas Mash
- 1838: William Martins
- 1902: Sir Henry Gough
- 1911: Sir Hedworth Lambton
- 1937: Sir Lionel Halsey
- 1953: Alec Hardinge, 2.º Barão Hardinge de Penshurst
- 2023: Amy Taylor (espada), Andrew Jackson (anel do soberano), Richard Chartres, Barão Chartres (anel da consorte) e Ara Darzi, Barão Darzi de Denham (pulseiras)

#### Portadores do Cetro com a Pomba
- 1189: Guilherme de Salisbury, 2.º Conde de Salisbury
- 1685: Christopher Monck, 2.º Duque de Albemarle[1]
- 1689: John Manners, 9.º Conde de Rutland (Guilherme III), William Russell, 5.º Conde de Bedford (Maria II)[2]
- 1702: Charles Lennox, 1.º Duque de Richmond
- 1714: John Campbell, 2.º Duque de Argyll
- 1727: John Campbell, 2.º Duque de Argyll
- 1761: Charles Lennox, 3.º Duque de Richmond
- 1821: John Manners, 3.º Duque de Rutland
- 1831: Charles Gordon-Lennox, 5.º Duque de Richmond
- 1838: Charles Gordon-Lennox, 5.º Duque de Richmond
- 1902: George Bingham, 4.º Conde de Lucan
- 1911: Charles Gordon-Lennox, 7.º Duque de Richmond
- 1937: Frederick Gordon-Lennox, 9.º Duque de Richmond
- 1953: Frederick Gordon-Lennox, 9.º Duque de Richmond
- 2023: Floella Benjamin, Baronesa Benjamin

#### Portadores do Orbe
- 1661: George Villiers, 2.º Duque de Buckingham
- 1685: Charles Seymour, 6.º Duque de Somerset[1]
- 1689: Henry FitzRoy, 1.º Duque de Grafton (Guilherme III), Charles Paulet, 1.º Duque de Bolton (Maria II)[2]
- 1702: Charles Seymour, 6.º Duque de Somerset
- 1714: Charles Seymour, 6.º Duque de Somerset
- 1727: Charles Seymour, 6.º Duque de Somerset
- 1761: Edward Seymour, 9.º Duque de Somerset
- 1821: William Cavendish, 6.º Duque de Devonshire
- 1831: Edward St Maur, 11.º Duque de Somerset
- 1838: Edward St Maur, 11.º Duque de Somerset
- 1902: Algernon St Maur, 15.º Duque de Somerset
- 1911: Algernon St Maur, 15.º Duque de Somerset
- 1937: George Sutherland-Leveson-Gower, 5.º Duque de Sutherland
- 1953: Harold Alexander, 1.º Conde Alexander de Tunis
- 2023: Dama Elizabeth Anionwu

### Regalia do consorte

#### Portadores da coroa do consorte
- 1685: Henry Somerset, 1.º Duque de Beaufort[1]
- 1689: Nenhum (Guilherme III e Maria II foram co-monarcas)
- 1702: Não usado para consortes homens
- 1714: Nenhum (Sofia de Celle foi presa)
- 1727: Charles Beauclerk, 2.º Duque de St Albans
- 1761: Charles Powlett, 5.º Duque de Bolton
- 1821: Nenhum (a Rainha Carolina não foi autorizada a assistir à coroação)
- 1831: Henry Somerset, 6.º Duque de Beaufort
- 1838: Nenhum
- 1902: Henry Innes-Ker, 8.º Duque de Roxburghe
- 1911: Victor Cavendish, 9.º Duque de Devonshire
- 1937: William Cavendish-Bentinck, 6.º Duque de Portland
- 1953: Não usado para consortes homens
- 2023: Charles Wellesley, 9.º Duque de Wellington

#### Portadores do Cetro da Consorte com a Cruz
- 1685: John Manners, 9.º Conde de Rutland[1]
- 1689: Nenhum (Guilherme III e Maria II foram co-monarcas)
- 1702: Não usado para consortes homens
- 1714: Nenhum (Sofia de Celle estava na prisão)
- 1727: John Manners, 3.º Duque de Rutland
- 1761: John Manners, 3.º Duque de Rutland
- 1821: Nenhum (a rainha Carolina não foi autorizada a assistir à coroação)
- 1831: George Child Villiers, 5.º Conde de Jersey
- 1838: Nenhum
- 1902: George Harris, 4.º Barão Harris
- 1911: Henry Beresford, 6.º Marquês de Waterford
- 1937: John Manners, 9.º Duque de Rutland
- 1953: Não usado para consortes homens
- 2023: Sir Patrick Sanders

#### Portadores da Haste de Marfim com a Pomba
- 1483: Edward Grey, 1.º Visconde Lisle
- 1685: Charles Sackville, 6.º Conde de Dorset[1]
- 1689: Nenhum (Guilherme III e Maria II foram co-monarcas)
- 1702: Não usado para consortes homens
- 1714: Nenhum (Sofia de Celle estava na prisão)
- 1727: James Compton, 5.º Conde de Northampton
- 1761: Charles Compton, 7.º Conde de Northampton
- 1821: Nenhum (a rainha Carolina não foi autorizada a assistir à coroação)
- 1831: John Campbell, 1.º Conde Cawdor
- 1838: Nenhum
- 1902: Archibald Acheson, 4.º Conde de Gosford
- 1911: John Lambton, 3.º Conde de Durham
- 1937: George Baillie-Hamilton, 12.º Conde de Haddington
- 1953: Não usado para consortes homens
- 2023: Helena Kennedy, Baronesa Kennedy de The Shaws

## Grandes Oficiais de Estado

### Lordes Altos Chanceleres da Grã-Bretanha
- 1714: William Cowper, 1.º Barão Cowper
- 1727: Peter King, 1.º Barão King
- 1761: Robert Henley, 1.º Barão Henley
- 1821: John Scott, 1.º Barão Eldon
- 1831: Henry Peter Brougham, 1.º Barão Brougham e Vaux
- 1838: Charles Christopher Pepys, 1.º Barão Cottenham
- 1902: Hardinge Giffard, 1.º Conde de Halsbury
- 1911: Robert Threshie Reid, 1.º Barão Loreburn
- 1937: Douglas Hogg, 1.º Visconde Hailsham
- 1953: Gavin Turnbull Simonds, 1.º Barão Simonds
- 2023: Alex Chalk

### Lordes Presidentes do Conselho
- 1689: Thomas Osborne, 1.º Marquês de Carmarthen
- 1727: William Cavendish, 2.º Duque de Devonshire
- 1821: Dudley Ryder, 1.º Conde de Harrowby
- 1831: Henry Petty-Fitzmaurice, 3.º Marquês de Lansdowne
- 1838: Henry Petty-Fitzmaurice, 3.º Marquês de Lansdowne
- 1902: Spencer Cavendish, 8.º Duque de Devonshire
- 1911: John Morley, 1.º Vinconde Morley de Blackburn
- 1937: Ramsay MacDonald
- 1953: Robert Gascoyne-Cecil, 5.º Marquês de Salisbury (carregou a Espada do Estado)
- 2023: Penny Mordaunt (carregou a Espada do Estado)

### Lordes do Selo Privado
- 1689: George Savile, 1.º Marquês de Halifax
- 1702: John Sheffield, 1.º Marquês de Normanby
- 1714: Thomas Wharton, 1.º Conde de Wharton
- 1727: Thomas Trevor, 1.º Barão Trevor
- 1761: Richard Grenville-Temple, 2.º Conde Temple
- 1821: John Fane, 10.º Conde de Westmorland
- 1831: John Lambton, 1.º Barão Durham
- 1902: Arthur Balfour
- 1911: Robert Crewe-Milnes, 1.º Conde de Crewe (um dos Cavaleiros da Jarreteira que carregava o dossel)
- 1937: Edward Wood, 1.º Conde de Halifax (carregou o cajado de Santo Eduardo)
- 1953: Harry Crookshank
- 2023: Nicholas True, Barão True

### Lord Great Chamberlainsda Inglaterra, ou seus Representantes
- 1714: Robert Bertie, 1.º Marquês de Lindsey
- 1727: Peregrine Bertie, 2.º Duque de Ancaster e Kesteven
- 1761: Peregrine Bertie, 3.º Duque de Ancaster e Kesteven
- 1821: Peter Drummond-Burrell, 2.º Barão Gwydyr
- 1831: George Cholmondeley, 2.º Marquês de Cholmondeley
- 1838: Peter Drummond-Burrell, 22.º Barão Willoughby de Eresby
- 1902: George Cholmondeley, 4.º Marquês de Cholmondeley
- 1911: Charles Wynn-Carington, 1.º Conde Carrington
- 1937: Gilbert Heathcote-Drummond-Willoughby, 2.º Conde de Ancaster
- 1953: George Cholmondeley, 5.º Marquês de Cholmondeley
- 2023: Rupert Carington, 7.º Barão Carrington

### Lordes Altos Condestáveis da Inglaterra
- 1714: John Montagu, 2.º Duque de Montagu
- 1727: Charles Lennox, 2.º Duque de Richmond
- 1761: John Russell, 4.º Duque de Bedford
- 1821: Arthur Wellesley, 1.º Duque de Wellington
- 1831: Arthur Wellesley, 1.º Duque de Wellington
- 1838: Arthur Wellesley, 1.º Duque de Wellington
- 1902: Alexandre William George Duff, 1.º Duque de Fife
- 1911: Alexandre William George Duff, 1.º Duque de Fife
- 1937: Robert Crewe-Milnes, 1.º Marquês de Crewe
- 1953: Alan Francis Brooke, 1.º Visconde Alanbrooke
- 2023: Almirante Sir Antony Radakin

### Condes Marechais da Inglaterra, ou seus Representantes
- 1714: Henry Howard, 6.º Conde de Suffolk (representando Thomas Howard, 8.º Duque de Norfolk)
- 1727: Talbot Yelverton, 1.º Conde de Sussex (representando Thomas Howard, 8.º Duque de Norfolk)
- 1761: Thomas Howard, 2.º Conde de Effingham (representando Edward Howard, 9.º Duque de Norfolk)
- 1821: Kenneth Howard, 11.º Barão Howard de Effingham (representando Bernard Howard, 12.º Duque de Norfolk)
- 1831: Bernard Howard, 12.º Duque de Norfolk
- 1838: Bernard Edward Howard, 12.º Duque de Norfolk
- 1902: Henry Fitzalan-Howard, 15.º Duque de Norfolk
- 1911: Henry Fitzalan-Howard, 15.º Duque de Norfolk
- 1937: Bernard Fitzalan-Howard, 16.º Duque de Norfolk
- 1953: Bernard Marmaduke Fitzalan-Howard, 16.º Duque de Norfolk
- 2023: Edward Fitzalan-Howard, 18.º Duque de Norfolk

### Grandes Comissários da Escócia, ou seus Representantes
- 1902: James Lindsay, 26.º Conde de Crawford (representando Jorge, Duque de Rothesay)
- 1911: James Lindsay, 26.º Conde de Crawford (representando Eduardo, Duque de Rothesay)
- 1953: David Lindsay, 28.º Conde de Crawford (representando Carlos, Duque de Rothesay)
- 2023: Anthony Lindsay, 30.º Conde de Crawford (representando William, Duque de Rothesay)

### Lordes Altos Condestáveis da Escócia, ou seus Representantes
- 1727: John Ker, 1.º Duque de Roxburghe (representando Mary Hay, 14.º Condessa de Erroll)
- 1761: James Hay, 15.º Conde de Erroll
- 1821: George Gordon, Marquês de Huntly (representando William Hay, 18.º Conde de Erroll)
- 1831: William Hay, 18.º Conde de Erroll
- 1838: William Hay, 18.º Conde de Erroll
- 1902: Charles Hay, 20.º Conde de Erroll
- 1911: Charles Hay, 20.º Conde de Erroll
- 1937: Josslyn Hay, 22.º Conde de Erroll
- 1953: Gilbert Boyd, 6.º Barão Kilmarnock (representando Diana Hay, 23.ª Condessa de Erroll)
- 2023: Merlin Hay, 24.º Conde de Erroll

### Lordes Chanceleres da Irlanda
- 1831: William Plunket, 1.º Barão Plunket
- 1838: William Plunket, 1.º Barão Plunket
- 1902: Edward Gibson, 1.º Barão Ashbourne
- 1911: Sir Samuel Walker, 1.º Baronete

### Lordes Altos Comissários da Irlanda
- 1902: Charles Chetwynd-Talbot, 20.º Conde de Shrewsbury
- 1911: Charles Chetwynd-Talbot, 20.º Conde de Shrewsbury
- 1937: John Chetwynd-Talbot, 21.º Conde de Shrewsbury
- 1953: John Chetwynd-Talbot, 21.º Conde de Shrewsbury
- 2023: Nenhum (Charles Chetwynd-Talbot, 22.º Conde de Shrewsbury foi suspenso da Câmara dos Lordes)

### Lordes Altos Condestáveis da Irlanda
- 1821: Henry Petty-Fitzmaurice, 3.º Marquês de Lansdowne
- 1831: Augustus FitzGerald, 3.º Duque de Leinster
- 1838: Augustus FitzGerald, 3.º Duque de Leinster
- 1902: James Hamilton, 2.º Duque de Abercorn
- 1911: James Hamilton, 2.º Duque de Abercorn

## Casa Real

### Lord Stewards
- 1685: James Butler, 1.º Duque de Ormond (também Lorde Alto Comissário)
- 1689: William Cavendish, 4.º Conde de Devonshire (também Lorde Alto Comissário)
- 1702: William Cavendish, 1.º Duque de Devonshire (também Lorde Alto Comissário)
- 1727: Lionel Sackville, 1.º Duque de Dorset (também Lorde Alto Comissário)
- 1761: William Talbot, 1.º Conde Talbot (também Lorde Alto Comissário)
- 1821: George Cholmondeley, 1.º Marquês de Cholmondeley
- 1831: Cropley Ashley-Cooper, 6.º Conde de Shaftesbury (representando Richard Wellesley, 1.º Marquês Wellesley)
- 1838: George Campbell, 6.º Duque de Argyll
- 1902: Sidney Herbert, 14.º Conde de Pembroke
- 1911: Edwyn Scudamore-Stanhope, 10.º Conde de Chesterfield
- 1937: Walter Montagu-Douglas-Scott, 8.º Duque de Buccleuch
- 1953: Douglas Douglas-Hamilton, 14.º Duque de Hamilton
- 2023: Peter St Clair-Erskine, 7.º Conde de Rosslyn

### Lord Chamberlains
- 1702: Edward Villiers, 1.º Conde de Jersey
- 1727: Charles FitzRoy, 2.º Duque de Grafton
- 1761: William Cavendish, 4.º Duque de Devonshire
- 1821: James Graham, Marquês de Graham (representando Francis Ingram-Seymour-Conway, 2.º Marquês de Hertford)
- 1831: William Cavendish, 6.º Duque de Devonshire
- 1838: George Chichester, Conde de Belfast (representando Francis Conyngham, 2.º Marquês Conyngham)
- 1902: Victor Spencer, 1.º Visconde Churchill (representando Edward Villiers, 5.º Conde de Clarendon)
- 1911: Charles Spencer, 6.º Conde Spencer
- 1937: Rowland Baring, 2.º Conde de Cromer
- 1953: Roger Lumley, 11.º Conde de Scarbrough
- 2023: Andrew Parker, Barão Parker de Minsmere

### Masters of the Horse
- 1821: James Graham, 3.º Duque de Montrose
- 1831: William Keppel, 4.º Conde de Albemarle
- 1838: William Keppel, 4.º Conde de Albemarle
- 1902: William Cavendish-Bentinck, 6.º Duque de Portland
- 1911: Bernard Forbes, 8.º Conde de Granard
- 1937: Henry Somerset, 10.º Duque de Beaufort
- 1953: Henry Somerset, 10.º Duque de Beaufort
- 2023: Rupert Ponsonby, 7.º Barão de Mauley

### Gold Sticks-in-Waiting
- 1821: Charles Stanhope, 3.º Conde de Harrington (carregou o Estandarte Real)
- 1831: Stapleton Cotton, 1.º Visconde Combermere
- 1838: Stapleton Cotton, 1.º Visconde Combermere
- 1902: Frederic Thesiger, 2.º Barão Chelmsford
- 1911: Douglas Cochrane, 12.º conde de Dundonald
- 1937: Sir William Birdwood, 1.º Baronete
- 1953: Richard Howard-Vyse
- 2023: Ana, Princesa Real

### Capitães do Honorável Corpo de Cavalheiros de Armas
- 1685: Theophilus Hastings, 7.º Conde de Huntingdon
- 1689: John Lovelace, 3.º Barão Lovelace
- 1702: Charles Beauclerk, 1.º Duque de St Albans
- 1714: Charles Beauclerk, 1.º Duque de St Albans
- 1727: William Cavendish, Marquês de Hartington
- 1761: John Berkeley, 5.º Barão Berkeley de Stratton
- 1821: James Stopford, 3.º Conde de Courtown
- 1831: Thomas Foley, 3.º Barão Foley
- 1838: Thomas Foley, 4.º Barão Foley
- 1902: Henry Strutt, 2.º Barão Belper
- 1911: Thomas Denman, 3.º Barão Denman
- 1937: George Bingham, 5.º Conde de Lucan
- 1953: Hugh Fortescue, 5.º Conde Fortescue (um dos Cavaleiros da Jarreteira que carregava o dossel)
- 2023: Susan Williams, Baronesa Williams de Trafford

### Capitães dos Yeomen da Guarda
- 1685: George Villiers, 4.º Visconde Grandison
- 1689: Charles Montagu, 4.º Conde de Manchester
- 1702: William Cavendish, Marquês de Hartington
- 1714: Henry Paget, 9.º Barão Paget
- 1727: John Sidney, 6.º Conde de Leicester
- 1761: Hugh Boscawen, 2.º Visconde Falmouth
- 1821: George Parker, 4.º Conde de Macclesfield
- 1831: Ulick de Burgh, 1.º Marquês de Clanricarde
- 1838: Henry Fox-Strangways, 3.º Conde de Ilchester
- 1902: William Waldegrave, 9.º Conde Waldegrave
- 1911: Wentworth Beaumont, 2.º Barão Allendale
- 1937: Arthur Chichester, 4.º Barão Templemore
- 1953: William Onslow, 6.º Conde de Onslow
- 2023: Patrick Stopford, 9.º Conde de Courtown

### Capitães-Gerais da Companhia Real de Arqueiros
- 1838: Walter Montagu Douglas Scott, 5.º Duque de Buccleuch
- 1902: William Montagu-Douglas-Scott, 6.º Duque de Buccleuch
- 1911: William Montagu Douglas Scott, 6.º Duque de Buccleuch
- 1937: Sidney Elphinstone, 16.º Lorde Elphinstone
- 1953: John Dalrymple, 12.º Conde de Stair
- 2023: James Ramsay, 17.º Conde de Dalhousie (representando Richard Scott, 10.º Duque de Buccleuch, que carregou o cetro com a cruz)

### Ostiários do Bastão Negro
- 1685: Thomas Duppa
- 1689: Thomas Duppa
- 1702: David Mitchell
- 1714: William Oldes
- 1727: Charles Dalton
- 1761: Septimus Robinson
- 1821: Thomas Tyrwhitt
- 1831: Thomas Tyrwhitt
- 1838: Augustus Clifford
- 1902: Michael Biddulph
- 1911: Henry Frederick Stephenson
- 1937: William Pulteney
- 1953: Brian Horrocks
- 2023: Sarah Clarke

### Vice-almirantes do Reino Unido
- 1902: Sir Michael Culme-Seymour, 3.º Baronete
- 1911: Sir Michael Culme-Seymour, 3.º Baronete
- 1937: Stanley Colville
- 1953: Martin Dunbar-Nasmith

### Contra-almirantes do Reino Unido
- 1911: Edmund Fremantle
- 1953: Percy Noble
- 2023: Gordon Messenger (serviu como Lorde Alto Comissário)

### Lord Chamberlainsda Consorte
- 1685: Sidney Godolphin, 1.º Barão Godolphin
- 1688: Nenhum
- 1702: Nenhum
- 1714: Nenhum
- 1727: Henry de Nassau d'Auverquerque, 1.º Conde de Grantham
- 1761: Robert Montagu, 3.º Duque de Manchester
- 1821: Nenhum
- 1831: Richard Curzon-Howe, 1.º Conde Howe
- 1838: Nenhum
- 1902: Charles Colville, 1.º Visconde Colville de Culross
- 1911: Anthony Ashley-Cooper, 9.º Conde de Shaftesbury
- 1937: David Ogilvy, 12.º Conde de Airlie
- 1953: Nenhum
- 2023: Nenhum

## Diversos

### Cortejo do monarca
- 1685: Arthur Herbert e quatro filhos mais velhos de condes.[1]
- 1689: Lorde Eland, Lorde Willoughby, Lorde Lansdowne, Lorde Dunblane e o Master of the Robes[2]
- 1714: Visconde Walden, Visconde Mandeville, Visconde Rialton, Lorde Ogilvy de Deskford e Thomas Coke
- 1727: Vinconde Hermitage, Lorde Brudenell, Vinconde Cornbury, Conde de Euston, Augustus Schutz
- 1761: Visconde Mandeville, Marquês de Hartington, Lorde Howard, Lorde Grey, Visconde Beauchamp, Vinconde Nuneham, Hon. James Brudenell
- 1821: Conde de Surrey, Marquês de Douro, Visconde Cranborne, Conde de Brecnock, Conde de Uxbridge, Conde de Rocksavage, Conde de Rawdon, Vinconde Ingestre e Lord Francis Conyngham
- 1831: Marquês de Worcester, Conde de Euston, Conde de Kerry, Marquês de Titchfield, Marquês de Douro novamente e Sir George Seymour.
- 1838: Lady Adelaide Paget, Lady Frances Cowper, Lady Anne Wentworth-FitzWilliam, Lady Mary Grimston, Lady Caroline Gordon-Lennox, Lady Mary Talbot, Lady Guilhermina Stanhope, Lady Louisa Jenkinson, Francis Conyngham, 2.º Marquês Conyngham
- 1902: Lionel Dawson-Damer, 6.º Conde de Portarlington, Maurice FitzGerald, 6.º Duque de Leinster, George Venables-Vernon, 8.º Barão Vernon, Harold Festing, Victor Conyngham, 5.º Marquês Conyngham, Eric Alexander, 5.º Conde de Caledon, Arthur Somers-Cocks, 6.º Barão Somers, Hon. Victor Spencer, Charles Harbord, 5.º Barão Suffield
- 1911: David Ogilvy, 12.º Conde de Airlie, William Romilly, 4.º Barão Romilly, Anthony Lowther, Victor Harbord, Marquês de Hartington, Visconde Cranborne, Hon. Edward Knollys, Walter Campbell, Victor Spencer, 1.º Visconde Churchill
- 1937: George Haig, 2.º Conde Haig, Alexandre Ramsay, George Seymour, Robert Eliot, Henry Kitchener, 3.º Conde Kitchener, Visconde Lascelles, George Hardinge, Rognvald Herschell, 3.º Barão Herschell, George Jellicoe, 2.º Conde Jellicoe
- 1953: Lady Jane Vane-Tempest-Stewart, Lady Anne Coke, Lady Moyra Campbell, Lady Mary Baillie-Hamilton, Lady Jane Heathcote-Drummond-Willoughby, Lady Rosemary Spencer-Churchill, Mary Cavendish, Duquesa de Devonshire[carece de fontes?]
- 2023: Príncipe Jorge de Gales, Lorde Oliver Cholmondeley, Mestre Nicholas Barclay, Mestre Ralph Tollemache

### Cortejo da consorte
- 1685: Mary Howard, Duquesa de Norfolk e quatro filhas de condes.[1]
- 1689: A Duquesa de Somerset, Lady Elizabeth Paulet, Lady Diana Vere, Lady Elizabeth Cavendish e Lady Henrietta Hyde[2]
- 1714: Nenhum (Sofia Doroteia de Celle havia se divorciado em 1694 e estava em prisão domiciliar.)
- 1727: A Princesa Real, Princesa Amélia, Princesa Carolina, Lady Frances de Nassau d'Auverquerque, Lady Mary Capell, Lady Rebecca Herbert, Lady Anne Hastings
- 1761: Lady Mary Grey, Lady Elizabeth Montague, Lady Jane Stuart, Lady Selina Hastings, Lady Heneage Finch, Lady Mary Douglas, Princesa Augusta
- 1821: Nenhum (a rainha Carolina não foi autorizada a assistir à coroação.)
- 1831: Duquesa de Gordon, Lady Georgiana Bathurst, Lady Teresa Fox-Strangways, Lady Mary Pelham, Lady Theodosia Brabson, Lady Sophia Cust, Lady Georgiana Grey
- 1838: Nenhum
- 1902: Duquesa de Buccleuch, J. N. Bigge, George Parker, 7.º Conde de Macclesfield, Hon. Edward Lascelles, Hon. Robert Palmer, George Byng, 9.º Visconde Torrington, Marquês de Stafford, Lorde Claud Hamilton, Hon. Arthur Anson
- 1911: Duquesa de Devonshire, Lady Eileen Butler, Lady Eileen Knox, Lady Victoria Carrington, Lady Mabell Ogilvy, Lady Dorothy Browne, Lady Mary Dawson
- 1937: Duquesa de Northumberland, Lady Ursula Manners, Lady Diana Legge, Lady Elizabeth Percy, Lady Iris Mountbatten
- 1953: Nenhum
- 2023: Mestre Frederick Parker Bowles, Mestre Gus Lopes, Mestre Louis Lopes e Mestre Arthur Elliot.

### Portadores da Manta de Ouro
Carregada por quatro Cavalheiros da Jarreteira até 1953 (inclusive):
- 1761: O Duque de Devonshire, o Conde de Northumberland, the Conde de Hertford e o Conde Waldegrave.[5]
- 1821: O Duque de Beaufort, o Marquês Camden, o Conde de Winchilsea e o Marquês de Londonderry.[6]
- 1831: O Duque de Leeds, o Duque de Dorset, o Marquês Camden novamente e o Marquês de Exeter.[7]
- 1838: O Duque de Rutland, o Duque de Buccleuch, o Marquês de Anglesey e o Marquês de Exeter novamente.[8]
- 1902: O Conde Cadogan, o Conde de Derby, o Conde de Rosebery e o Conde Spencer.[9]
- 1911: O Conde Cadogan novamente, o Conde de Crewe, o Conde de Minto e o Conde de Rosebery novamente.[10]
- 1937: O Duque de Abercorn, o Marquês de Londonderry, o Conde de Lytton e o Conde Stanhope.[11]
- 1953: O Duque de Wellington, o Duque de Portland, o Conde Fortescue e o Visconde Allendale.[12]
- 2023: Quatro oficiais da Household Division carregaram telas em vez da manta de ouro.

### Portadores do Manto de Tecido de Ouro da consorte
- 1821: Nenhum (a rainha Carolina não foi autorizada a assistir à coroação)
- 1831: A Duquesa de Richmond, a Duquesa de Montrose, a Duquesa de Northumberland, e a Marquesa de Lansdowne
- 1838: Nenhum
- 1902: A Duquesa de Marlborough, a Duquesa de Montrose, a Duquesa de Portland, e a Duquesa de Sutherland
- 1911: A Duquesa de Hamilton, a Duquesa de Montrose novamente, a Duquesa de Portland novamente, e a Duquesa de Sutherland novamente
- 1937: A Duquesa de Norfolk, a Duquesa de Rutland, a Duquesa de Buccleuch, e a Duquesa de Roxburghe
- 1953: Nenhum
- 2023: Nenhum (unção realizada à vista do público)

### Portadores da Patena
- 1689: William Lloyd, Bispo de St Asaph[2]
- 1702: Gilbert Burnet, Bispo de Salisbury
- 1714: John Hough, Bispo de Lichfield and Coventry
- 1727: Não realizado
- 1761: Zachary Pearce, Bispo de Rochester
- 1821: Bispo de Gloucester
- 1831: George Murray, Bispo de Rochester
- 1838: Christopher Bethell, Bispo de Bangor
- 1902: Lord Alwynee Compton, Bispo de Ely
- 1911: Arthur Winnington-Ingram, Bispo de Londres
- 1937: Arthur Winnington-Ingram, Bispo de Londres
- 1953: John Wand, Bispo de Londres
- 2023: Rose Hudson-Wilkin, Bispo de Dover

### Portadores da Bíblia
- 1689: Henry Compton, Bispo de Londres[2]
- 1702: William Lloyd, Bispo de Worcester
- 1714: Gilbert Burnet, Bispo de Salisbury
- 1727: Edward Chandler, Bispo de Lichfield and Coventry
- 1761: Richard Osbaldeston, Bispo de Carlisle
- 1821: Bowyer Sparke, Bispo de Ely
- 1831: Henry Phillpotts, Bispo de Exeter
- 1838: Charles Sumner, Bispo de Winchester
- 1902: Arthur Winnington-Ingram, Bispo de Londres
- 1911: William Carpenter, Bispo de Ripon
- 1937: Bertram Pollock, Bispo de Norwich
- 1953: Percy Herbert, Bispo de Norwich
- 2023: Hosam Naoum, Arcebispo em Jerusalém

### Portadores do Cálice
- 1689: Thomas Sprat, Bispo de Rochester[2]
- 1702: Thomas Sprat, Bispo de Rochester
- 1714: John Evans, Bispo de Bangor
- 1727: Não realizado
- 1761: Edmund Keene, Bispo de Chester
- 1821: George Henry Law, Bispo de Chester
- 1831: Richard Bagot, Bispo de Oxford
- 1838: John Kaye, Bispo de Lincoln
- 1902: Randall Davidson, Bispo de Winchester
- 1911: Edward Talbot, Bispo de Winchester
- 1937: Cyril Garbett, Bispo de Winchester
- 1953: Alwyn Williams, Bispo de Winchester
- 2023: Guli Francis-Dehqani, Bispo de Chelmsford

### Lordes daManor of Worksop
- 1761: Charles Watson-Wentworth, 2.º Marquês de Rockingham (como representante de Edward Howard, 9.º Duque de Norfolk)[5]
- 1821: Bernard Howard, 12.º Duque de Norfolk[13]
- 1831: Bernard Howard, 12.º Duque de Norfolk[14]
- 1838: Bernard Howard, 12.º Duque de Norfolk[15]
- 1902: Henry Pelham-Clinton, 7.º Duque de Newcastle[16]
- 1911: Henry Pelham-Clinton, 7.º Duque de Newcastle[17]
- 1937: Henry Pelham-Clinton, Conde de Lincoln (como representante de seu pai, Francis Pelham-Clinton-Hope, 8.º Duque de Newcastle)[18]
- 1953: Nenhum (Frederick Marquis, 1.º Visconde Woolton apresentou a luva)
- 2023: Nenhum (Indarjit Singh, Barão Singh de Wimbledon apresentou a luva)

### Lordes Prefeitos de Londres
- 1685: James Smyth
- 1689: John Chapman
- 1702: Sir William Gore
- 1714: Samuel Stanier
- 1727: Sir John Eyles, 2.º Baronete
- 1761: Matthew Blakiston
- 1821: John Thomas Thorp
- 1902: Sir Joseph Dimsdale, 1.º Baronete
- 1911: Vezey Strong
- 1937: George Broadbridge
- 1953: Sir Noël Bowater, 2.º Baronete
- 2023: Nicholas Lyons

## Banquete de coroação

### Chefe da Despensa
- 1399: Edmund de la Chambre[19]
- 1509: George Nevill, 5.º Barão Bergavenny[20]
- 1533: George Nevill, 5.º Barão Bergavenny[20]
- 1553: Henry Nevill, 6.º Barão Bergavenny[20]
- 1661: William Maynard, 2.º Barão Maynard[19]
- 1685: George Nevill, 12.º Barão Bergavenny[19][21]
- 1689: William Maynard, 2.º Barão Maynard[19]
- 1702: George Nevill, 13.º Barão Bergavenny[19]